# Zawitka
Zawitka (Cerithium) – rodzaj niewielkich, głównie ciepłolubnych ślimaków morskich o muszlach w kształcie wydłużonego stożka. Jeden z gatunków sięga zachodnich krańców Bałtyku. Muszle zawitek przypominają muszle ich dość bliskich krewnych – należących do tej samej nadrodziny wieżyczników. Są jednak mniej regularnie stożkowate, a zwykle też mniej wydłużone i gładkie. Powierzchnia muszli zawitek jest często urzeźbiona, np. w guzy lub kolce, zwężająca się przy otworze. Otwór, szczególnie u gatunków zamieszkujących tropiki, może być trąbkowato rozszerzony i ozdobiony  wyrostkami. Wysokość muszli do 10 cm.
Zawitki zamieszkują różne morza, ale najliczniejsze gatunkowo, największe i najozdobniejsze żyją w morzach tropikalnych. Bytują w strefie pływów, ale w bardzo różnych środowiskach – na dnie piaszczystym porośniętym łąkami podwodnymi, na rafach koralowych oraz namorzynach. Najbardziej odporny na brak wody jest żyjący w pozbawionym niemal pływów Morzu Śródziemnym gatunek Cerithium vulgatum. Występuje on również w Morzu Czarnym. Morza europejskie zamieszkuje kilku przedstawicieli tego rodzaju. Do rodziny Cerithiidae należą także inne, podobne rodzaje ślimaków.

## Gatunki
Do rodzaju Cerithium należą następujące gatunki:

- Cerithium abditum Houbrick, 1992
- Cerithium adansonii Bruguière, 1792
- Cerithium adustum Kiener, 1841
- Cerithium africanum Houbrick, 1992
- Cerithium albolineatum Bozzetti, 2008
- Cerithium alucastrum (Brocchi, 1814)
- Cerithium alutaceum (A. Gould, 1861)
- Cerithium amirantium E.A. Smith, 1884
- Cerithium atratum (Born, 1778)
- Cerithium atromarginatum Dautzenberg & Bouge, 1933
- Cerithium balletoni Cecalupo, 2009
- Cerithium balteatum R.A. Philippi, 1848
- Cerithium bandongensis K. Martin, 1879 †
- Cerithium bayeri (Petuch, 2001)
- Cerithium bayeri Beets, 1941 †
- Cerithium bermotiense Harzhauser, 2009 †
- Cerithium boeticum Pease, 1861
- Cerithium bronni M. Hörnes, 1856 †
- Cerithium browni (Bartsch, 1928)
- Cerithium buzzurroi Cecalupo, 2005
- Cerithium caeruleum G.B. Sowerby II, 1855
- Cerithium calculosum Basterot, 1825 †
- Cerithium cecalupoi T. Cossignani, 2004
- Cerithium citrinum G.B. Sowerby II, 1855
- Cerithium claviforme Schepman, 1907
- Cerithium columna G.B. Sowerby I, 1834
- Cerithium coralium Kiener, 1841
- Cerithium crassilabrum Krauss, 1848
- Cerithium crenatum (Brocchi, 1814) †
- Cerithium crenulosum Bronn, 1862 †
- Cerithium defrenatum De Gregorio, 1896 †
- Cerithium dertonense Mayer, 1868 †
- Cerithium dialeucum R.A. Philippi, 1849
- Cerithium dolfusi (K. Martin, 1916) †
- Cerithium eburneum Bruguière, 1792
- Cerithium echinatum Lamarck, 1822
- Cerithium egenum A. Gould, 1849
- Cerithium egerense Gábor, 1936 †
- Cerithium europaeum Mayer, 1878 †
- Cerithium everwijni K. Martin, 1883 †
- Cerithium fallax (Ludbrook, 1941) †
- Cerithium fenestralis (Tate, 1894) †
- Cerithium fennemai K. Martin, 1899 †
- Cerithium filocinctum O. Boettger, 1875 †
- Cerithium flemischi K. Martin, 1933
- Cerithium gallapaginis A. Adams, 1855
- Cerithium gerthi Beets, 1942 †
- Cerithium gloriosum Houbrick, 1992
- Cerithium gorii Cecalupo, 2023
- Cerithium gracile Lamarck, 1804 †
- Cerithium guinaicum R.A. Philippi, 1849
- Cerithium hartungi Mayer, 1862 †
- Cerithium hochstetteri K. Martin, 1879 †
- Cerithium incultum Mayer, 1862 †
- Cerithium interstriatum G.B. Sowerby II, 1855
- Cerithium ivani Cecalupo, 2008
- Cerithium jenkinsi K. Martin, 1879 †
- Cerithium kreukelorum van Gemert, 2012
- Cerithium leptocharactum Rehder, 1980
- Cerithium lifuense Melvill & Standen, 1895
- Cerithium lindae Petuch, 1987
- Cerithium lissum R.B. Watson, 1880
- Cerithium litteratum (Born, 1778)
- Cerithium lividulum Risso, 1826
- Cerithium lorenzi Bozzetti, 2020
- Cerithium lukenederi Harzhauser, 2007 †
- Cerithium lutosum Menke, 1828
- Cerithium maculosum Kiener, 1841
- Cerithium madreporicola Jousseaume, 1931 †
- Cerithium mangkalihatense Beets, 1941 †
- Cerithium mangrovum Q.-M. Sun & S.-P. Zhang, 2014
- Cerithium markusreuteri Harzhauser, 2007 †
- Cerithium matukense R.B. Watson, 1880
- Cerithium mediolaeve P.P. Carpenter, 1857
- Cerithium menkei P.P. Carpenter, 1857
- Cerithium menkrawitense Beets, 1941 †
- Cerithium miocanariensis Martín-González & Vera-Peláez, 2018 †
- Cerithium munitum G.B. Sowerby II, 1855
- Cerithium muscarum Say, 1832
- Cerithium nesioticum Pilsbry & Vanatta, 1906
- Cerithium niasensis Icke & K. Martin, 1907 †
- Cerithium nicaraguense Pilsbry & H.N. Lowe, 1932
- Cerithium nodulosum Bruguière, 1792
- Cerithium noetlingi K. Martin, 1899 †
- Cerithium novaehollandiae G.B. Sowerby II, 1855
- Cerithium ophioderma (Habe, 1968)
- Cerithium pacificum Houbrick, 1992
- Cerithium passyi Deshayes, 1864 †
- Cerithium pauli Briart & Cornet, 1873 †
- Cerithium phoxum R.B. Watson, 1880
- Cerithium placidum A. Gould, 1861
- Cerithium praecursor Heilprin, 1887 †
- Cerithium preangerense K. Martin, 1899 †
- Cerithium protractum Bivona, 1838
- Cerithium pseudocorrugatum d'Orbigny, 1852 †
- Cerithium punctatum Bruguière, 1792
- Cerithium rehderi Houbrick, 1992
- Cerithium renovatum Monterosato, 1884
- Cerithium repandum Monterosato, 1878
- Cerithium rostratum G.B. Sowerby II, 1855
- Cerithium rude J. de C. Sowerby, 1840 †
- Cerithium rueppelli R.A. Philippi, 1848
- Cerithium rufonodulosum E.A. Smith, 1901 †
- Cerithium salebrosum G.B. Sowerby II, 1855
- Cerithium samaranganum K. Martin, 1884 †
- Cerithium scabridum R.A. Philippi, 1848
- Cerithium schroderi Icke & K. Martin, 1907 †
- Cerithium scobiniforme Houbrick, 1992
- Cerithium stercusmuscarum Valenciennes, 1832
- Cerithium subscalatum Pilsbry, 1904
- Cerithium taeniagranulosum Lozouet, 1999 †
- Cerithium tenellum G.B. Sowerby II, 1855
- Cerithium torresi E.A. Smith, 1884
- Cerithium traillii G.B. Sowerby II, 1855
- Cerithium trochleare Lamarck, 1804 †
- Cerithium uncinatum (Gmelin, 1791)
- Cerithium varicosum (Brocchi, 1814) †
- Cerithium variegatum (Kuroda & Habe, 1971)
- Cerithium volzi (K. Martin, 1916) †
- Cerithium vulgatum Bruguière, 1792
- Cerithium wanneri K. Martin, 1916 †
- Cerithium wilya Darragh & Kendrick, 2008 †
- Cerithium zebrum Kiener, 1841
- Cerithium zonatum (W. Wood, 1828)